# A Girl of Yesterday
A Girl of Yesterday (bra Traições e Bondades) é um filme mudo norte-americano de 1915, do gênero comédia, dirigido por Allan Dwan para a Paramount Pictures e a Famous Players-Lasky, com roteiro de Mary Pickford (que também atua).
É considerado um filme perdido.

## Elenco
- Mary Pickford - Jane Stuart
- Jack Pickford - John Stuart
- Gertrude Norman - tia Angela
- Donald Crisp - A. H. Monroe
- Marshall Neilan - Stanley Hudson
- Frances Marion - Rosanna Danford
- Lillian Langdon - Sra. A. H. Monroe
- Claire Alexander - Eloise Monroe
- Glenn L. Martin - Piloto

## Galeria

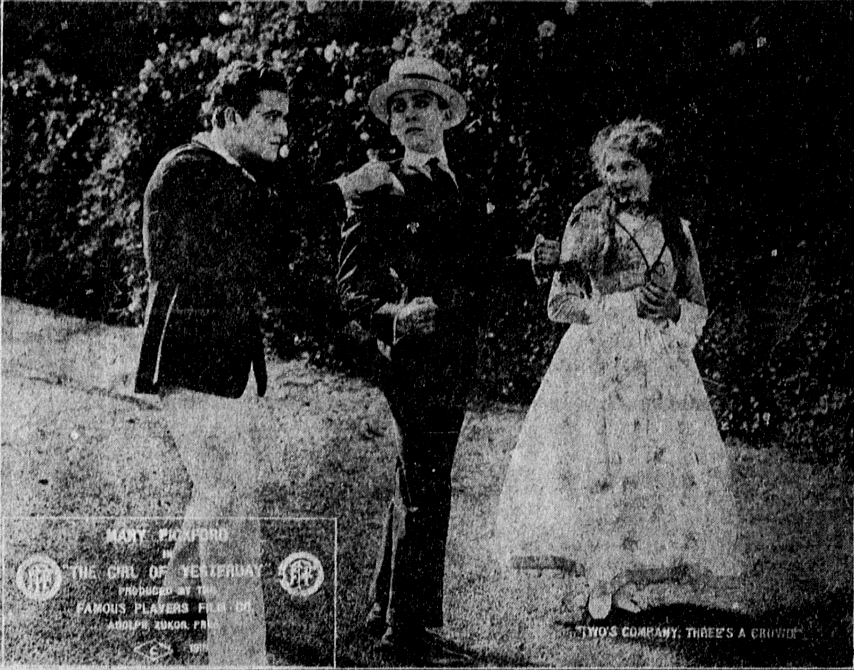
Foto promocional
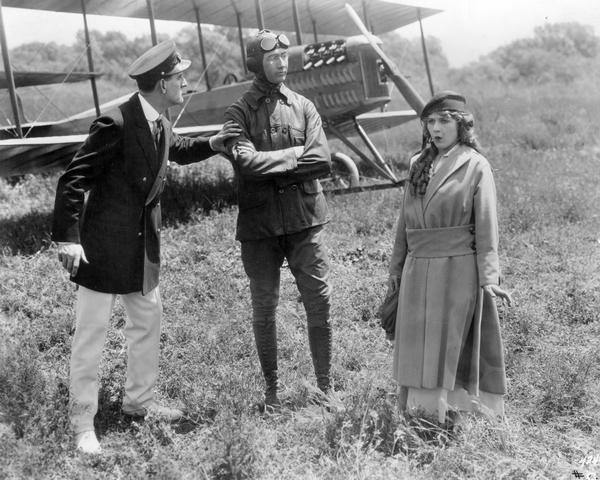
Donald Crisp, aviador Glenn Martin e Mary Pickford